# マーシャル・ハースコビッツ
マーシャル・ハースコビッツ（Marshall Herskovitz、1952年2月23日 - ）は、アメリカのテレビ・映画の監督、製作者。

## 人物
フィラデルフィア出身。ブランダイス大学在学中に映画製作に傾倒。1985年、エドワード・ズウィックとともにベッドフォード・フォールズ・カンパニー（BEDFORD FALLS COMPANY）を設立した。

## 主な監督・製作作品
- "thirtysomething"（TVシリーズ）を製作。1987年
- 『みんな愛してる』 -Jack the Bear  を監督。1992年
- 『レジェンド・オブ・フォール／果てしなき想い』-Legends of the Fall を製作。1994年
- 『アンジェラ・15歳の日々』（TVシリーズ）-My So-Called Life を製作。1994年
- "Relatively"（TVシリーズ）を製作。1996年
- 『娼婦ベロニカ』 -Dangerous Beauty を製作、監督。1996年
- 『トラフィック』 -Traffic を製作。 2000年
- 『I am Sam アイ・アム・サム』-I Am Samを製作。 2001年
- "Women vs. Men"（TVシリーズ）を製作。2002年
- 『ワンス・アンド・アゲイン』 -Once and Again を製作、監督、脚本。
- 『ラスト サムライ』-The Last Samurai を製作、脚本。2003年
- アバウト・アレックス About Alex (2014) - 製作総指揮
- 『ジャック・リーチャー NEVER GO BACK』 - Jack Reacher: Never Go Backを脚本。2016年